# (7831) François-Xavier
7831 Francois-Xavier (1993 FQ) – planetoida z pasa głównego asteroid okrążająca Słońce w ciągu 3,72 lat w średniej odległości 2,4 j.a. Odkryta 21 marca 1993 roku.